# Am Weihnachtsbaum die Lichter brennen

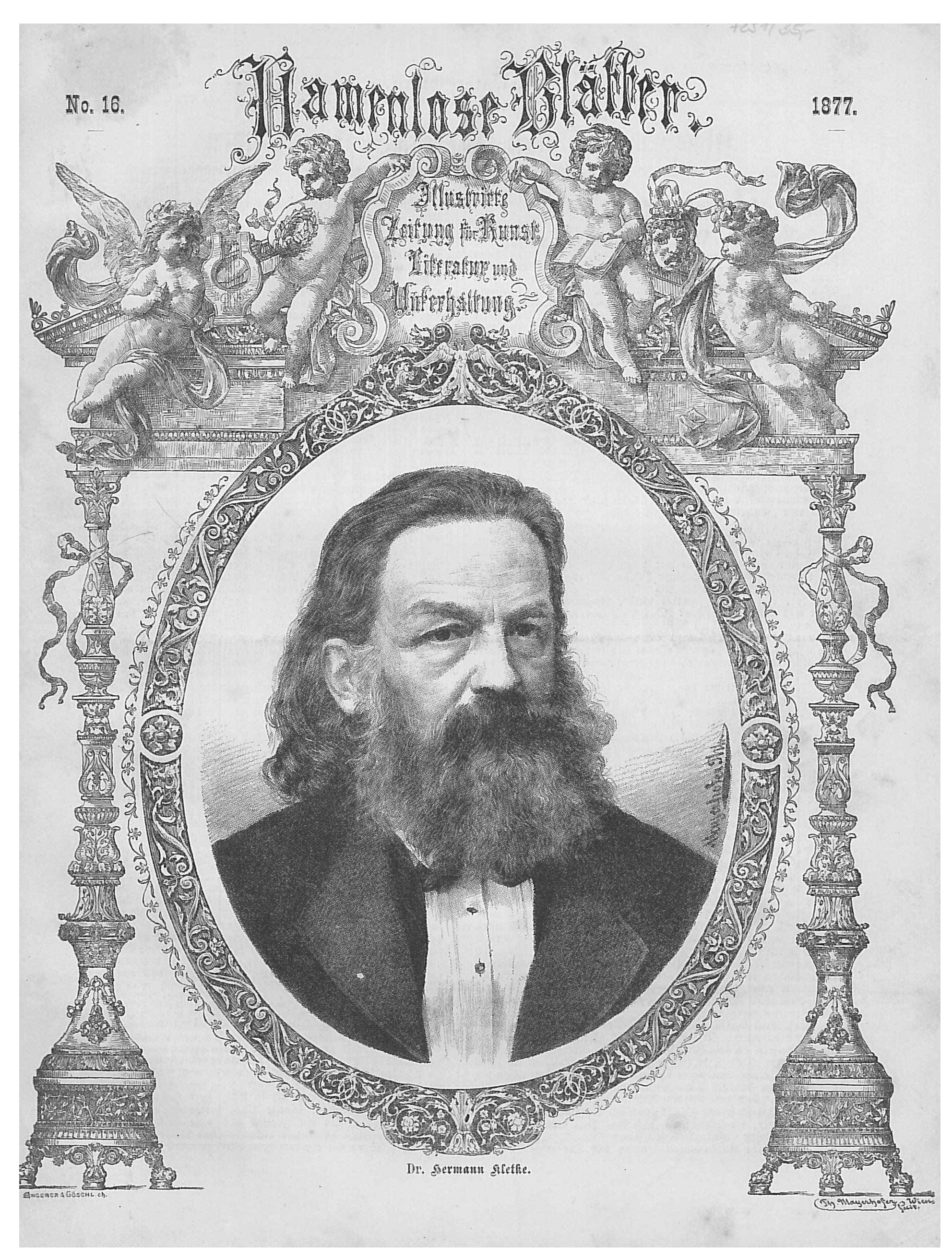
Hermann Kletke, autore del testo del brano

Am Weihnachtsbaum die Lichter brennen ("Sul l'albero di Natale ardono le luci") è un tradizionale canto natalizio tedesco, il cui testo è stato scritto nel 1841 come poesia con il titolo Weihnachtsspruch da Hermann Kletke (1813-1886), testo poi aggiunto ad una melodia degli anni trenta del XIX secolo proveniente dalla Sassonia.

## Testo

Spartito del brano nella tonalità di Do maggiore

Il testo, che si compone di 6 strofe, descrive un albero di Natale decorato e la gioia che infonde nei bambini che lo osservano.:
Am Weihnachtsbaum die Lichter brennen,

Wie glänzt er festlich, lieb und mild,

Als spräch' er: wollt in mir erkennen

Getreuer Hoffnung stilles Bild.

Die Kinder stehn mit hellen Blicken,

Das Auge lacht, es lacht das Herz;

O fröhlich', seliges Entzücken!

Die Alten schauen himmelwärts.

Zwei Engel sind hereingetreten,

Kein Auge hat sie kommen sehn,

Sie gehn zum Weihnachtstisch und beten,

Und wenden wieder sich und gehn:

„Gesegnet seid ihr alten Leute,

Gesegnet sei du kleine Schaar!

Wir bringen Gottes Segen heute

Dem braunen, wie dem weißen Haar!

Zu guten Menschen, die sich lieben,

Schickt uns der Herr als Boten aus,

Und seid Ihr treu und fromm geblieben,

Wir treten wieder in dies Haus!“ –

Kein Ohr hat ihren Spruch vernommen,

Unsichtbar jedes Menschen Blick,

Sind sie gegangen, wie gekommen,

Doch Gottes Segen blieb zurück!

## Versioni
Tra i numerosi artisti che hanno inciso il brano, figurano, tra gli altri (in ordine alfabetico):
- Richard Clayderman (versione strumentale in Christmas Album e in Christams, entrambi del 1982[3][4])
- Die Flippers (in Weihachten mit den Flippers, 1987[5]
- Karel Gott (in Weihnachten in der goldenen Stadt del 1969[6])
- Heino (in Deutsche Weihnacht ...und festliche Lieder del 1974[7]
- Heintje (in Weihnachten mit Heintje, 1968[8])
- Julio Iglesias (in Ein Weihnachtsabend mit Julio Iglesias, 1978[9]
- Andrea Jürgens (in Weihnachten mit Andrea Jürgens del 1979[10]
- Werther Lohse con i Thüringer Sängerknaben (in: Unterm Weihnachtsbaum, 1985[11])
- Erika Köth, Kenneth Spencer, Schaumburger Märchensänger e Coro della Cattredale di San Hedwig (nell'album omonimo[12]
- Ingrid Peters[13]
- Anneliese Rothenberger (in: Die schönsten deutschen Weihnachtslieder del 1981[14])
- Die Wildecker Herzbuben (in: Weihnachten zu Hause del 1991[15])